# هارون غيل
هارون غيل (8 أبريل 1970 - ) (بالإنجليزية: Aaron Gale)‏ هو لاعب كريكت نيوزلندي.